# Осорио, Алехандро
Луис Алехандро Осорио Гонсалес (исп. Luis Alejandro Osorio González род. 24 сентября 1976, Ранкагуа) — чилийский футболист, выступавший на позиции полузащитника. Известен своими выступлениями за клубы «Универсидад Католика» и «Эстудиантес», а также за сборную Чили.

## Биография
Луис Алехандро Осорио Гонсалес родился 24 сентября 1976 года в Ранкагуа, Чили. Свою футбольную карьеру он начал в клубе «О’Хиггинс», где дебютировал в 1995 году. В том же году он перешёл в «Универсидад Католика», где быстро стал одним из ключевых игроков команды. В составе «Универсидад Католика» Осорио дважды выиграл чемпионат Чили: в 1997 и 2005 годах.
В 1999 году Осорио перешёл в аргентинский клуб «Эстудиантес», где провёл три сезона. В Аргентине он зарекомендовал себя как надёжный полузащитник, способный выполнять как атакующие, так и оборонительные функции. В 2003 году он переехал в Португалию, где выступал за «Бейра-Мар», но из-за травм и недостатка игровой практики вернулся в Чили, снова в «Универсидад Католика».
В последующие годы Осорио играл за различные чилийские клубы, включая «Депортес Антофагаста», «Депортес Консепсьон», «Ньюбленсе» и «Кобрелоа». В 2009 году он завершил профессиональную карьеру.
На международном уровне Осорио представлял Чили на молодёжных турнирах, включая чемпионат мира среди юношей до 17 лет в 1993 году, где Чили заняла третье место. В составе взрослой сборной он дебютировал в 1997 году и принял участие в двух Кубках Америки (1997 и 2001).
После завершения игровой карьеры Осорио работал тренером в клубе «Академия Мачали» в 2012 году.